# 和泉式部
和泉式部（？—？），日本平安時代中期和歌歌人，中古三十六歌仙、女房三十六歌仙。她與《枕草子》作者清少納言、《源氏物語》作者紫式部並稱平安時代的「王朝文學三才媛」。除了長於和歌外，亦有代表作日記文學《和泉式部日記》傳世。

## 生平

### 家世
和泉式部本姓大江氏，其名不可考。她是越前守大江雅致之女，母親是越中守平保衡之女。有說她幼時曾名「御許丸」，於當時太皇太后宮裡，以童女身份侍奉昌子內親王（因為她的母親本是侍奉昌子內親王的乳母，稱為「介內侍」）。出生年份不確定，一說在天延二年（974年）至貞元元年（976年）前後，也有一說是貞元元年（976年）至天元元年（979年）前後。

### 第一段婚姻
和泉式部19歲時嫁給比她年長17歲的下級貴族橘道貞為正妻，次年生下女兒小式部內侍。橘道貞於長保元年（999年）出任和泉守，「和泉式部」此一女房名便是由其丈夫的官職「和泉守」和父親的官職「式部大丞」而來。橘道貞成為地方上的國司後，把和泉式部獨留在平安京，不久更與其他女子在別處共同生活。

### 與彈正宮熱戀
和泉式部因為夫妻失和、別居，便在年紀相若的為尊親王（彈正宮，冷泉天皇三皇子）熱烈追求下與之相戀。身份上的差別，加上和泉式部乃有夫之婦，有關兩人的流言迅即傳遍平安京宮廷。丈夫橘道貞憤然與和泉式部離緣，父親大江雅致亦與她斷絕父女關係。儘管如此，卻無阻二人熱戀之情：
|  | （中譯：人以身 投入愛情 如同飛蛾 撲向火中 卻甘願不知） |

然而這段愛情僅維持了一年多，於長保四年（1002年）因為為尊親王急病早逝告終。

### 與帥宮的愛情
長保五年（1003年）四月，即為尊親王去世後約十個月，和泉式部又接受敦道親王 （帥宮，冷泉天皇四皇子，比為尊親王年輕四歲的同母弟）追求，成為他的情人。起初兩人的關係並不穩定，不時有其他傾慕和泉式部豔名和才華的男人到訪她的住處，親王的乳母亦猛烈反對二人的戀情，認為和泉式部並非身份高貴的人家，而且傳聞有其他男性常常進出她的居所（《和泉式部日記》）。但在約八個月之後，敦道親王將和泉式部接回自己的宅邸，表面身份是在宅邸擔當女官，實際待遇卻與正妻無異。這事使親王的正妃（藤原濟時之女）憤而出走返回娘家。二人在寬弘三年左右（1006年）生下一子石藏宮（後來出家，法名永覺）。
寬弘四年（1007年）十月，敦道親王急病去世，終止了二人四年的戀情。和泉式部傷心欲絕，寫下122首「帥宮挽歌」：
|  | （中譯：本思已忘懷 徒留儂身 莫非君之遺物） |

### 後期生活
寬弘末期（1008年至1011年左右），和泉式部得到藤原道長賞識其和歌才華，出仕成為一條天皇中宮藤原彰子 （藤原道長之女）的女房，與紫式部、伊勢大輔等人同期。長和二年（1013年）左右，她與藤原道長家臣，當時已年過50歲的丹後守藤原保昌再婚，婚後隨丈夫到京都府宮津生活。返回平安京後，萬壽二年（1025年）和泉式部女兒小式部內侍難產而死，長元九年（1036年）九月藤原保昌亦去世。其晚年狀況不明，約60歲左右離世，一說她先於其夫於長元七年（1034年）去世。

## 評價
由於和泉式部兩段轟動宮廷的戀愛，又不時和其他男性有交往的傳聞，使她在男女關係上頗受時人非議。例如藤原道長曾經在和泉式部送給他人的扇子上題上「風流女之扇」等字藉以取笑。與和泉式部同期的女房紫式部亦說「和泉式部，曾與我交往過情趣高雅的書信。可是她也有讓我難以尊重的一面」。（《紫式部日記》中譯）
也由於她經歷豐富的情愛生活，其和歌不論是戀歌、哀傷歌、釋教歌，都是真情洋溢。紫式部評論道：「當她輕鬆揮毫寫信時，確實展現了她在文章方面的才華，就連隻言片語中都飽有情色。和歌更是雅趣盎然。」（《紫式部日記》中譯）她的和歌亦受同時代的傑出歌人藤原公任的讚賞。
然而紫式部對於和泉式部本身的文學素養並不認同，認為她只是有些天賦，而不是有深厚知識。

## 文學作品

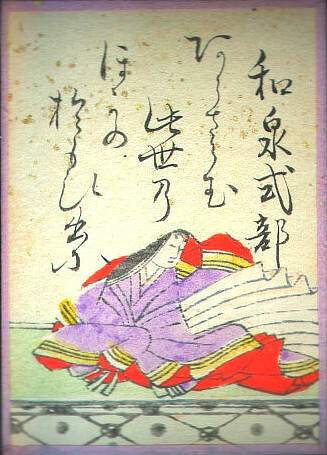
小倉百人一首 和泉式部

### 和泉式部日記
和泉式部的日記文學作品《和泉式部日記》約成書於寬弘五年（1008年），記述和泉式部開始收到敦道親王情書，直至親王正妃出走的十個月內，二人的戀愛故事。當中綴入了短歌及贈答歌，為日本女流文學中的一部重要作品。

### 和歌
和泉式部的和歌作品，收入家集《和泉式部正集》、《和泉式部續集》、選集《宸翰本和泉式部集》和《松井本和泉式部集》。其錄入各敕撰和歌集的作品計有246首，也是《後拾遺和歌集》中，收錄和歌最多的一位歌人。
她的其中一首作品收入《小倉百人一首》：
|  | （中譯：病榻沉沉與日增 芳魂欲斷我傷情 今世來生長相憶 猶望伊人再一逢） |

## 傳說與遺址逸話

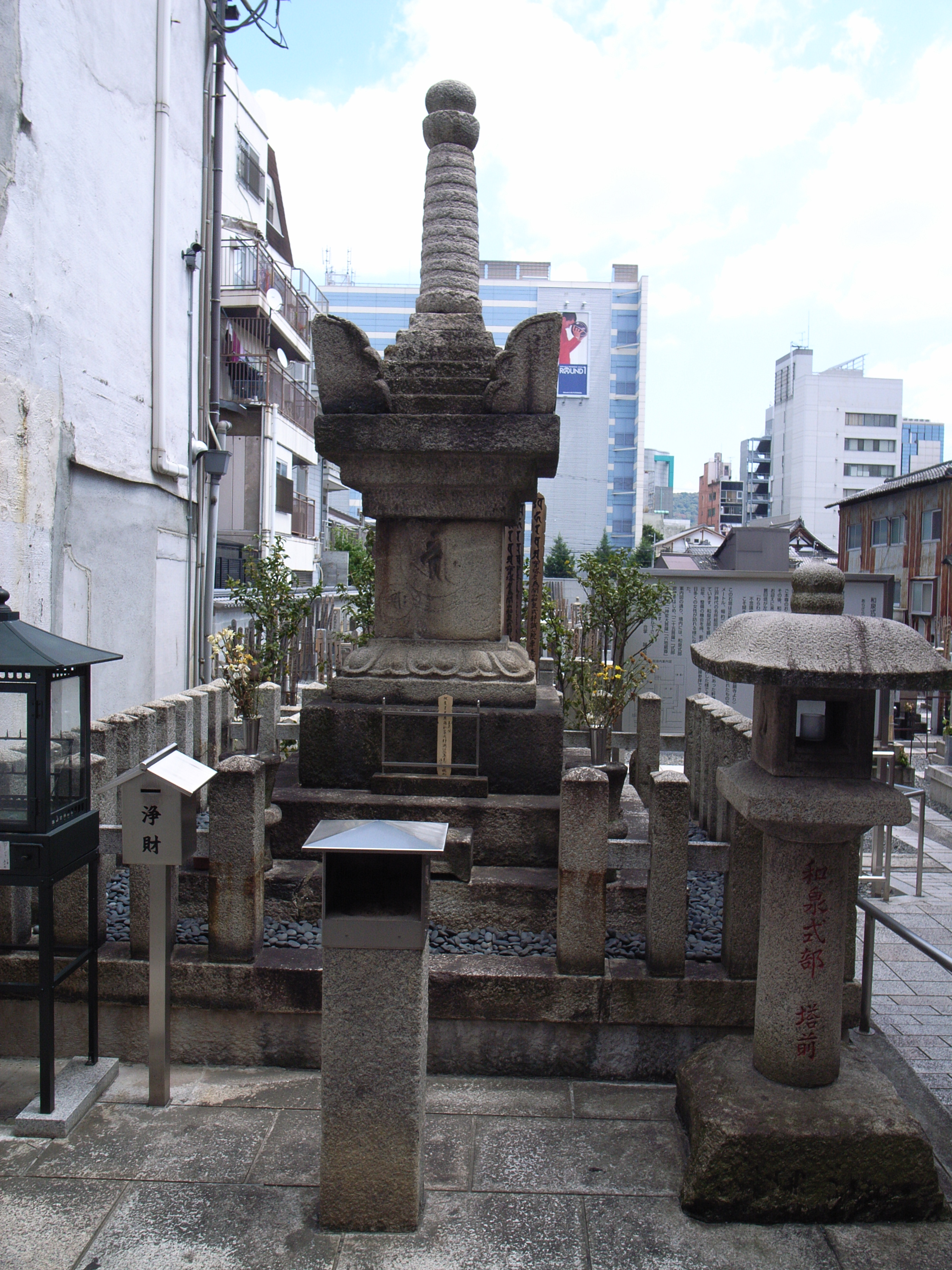
京都誠心院和泉式部供養塔

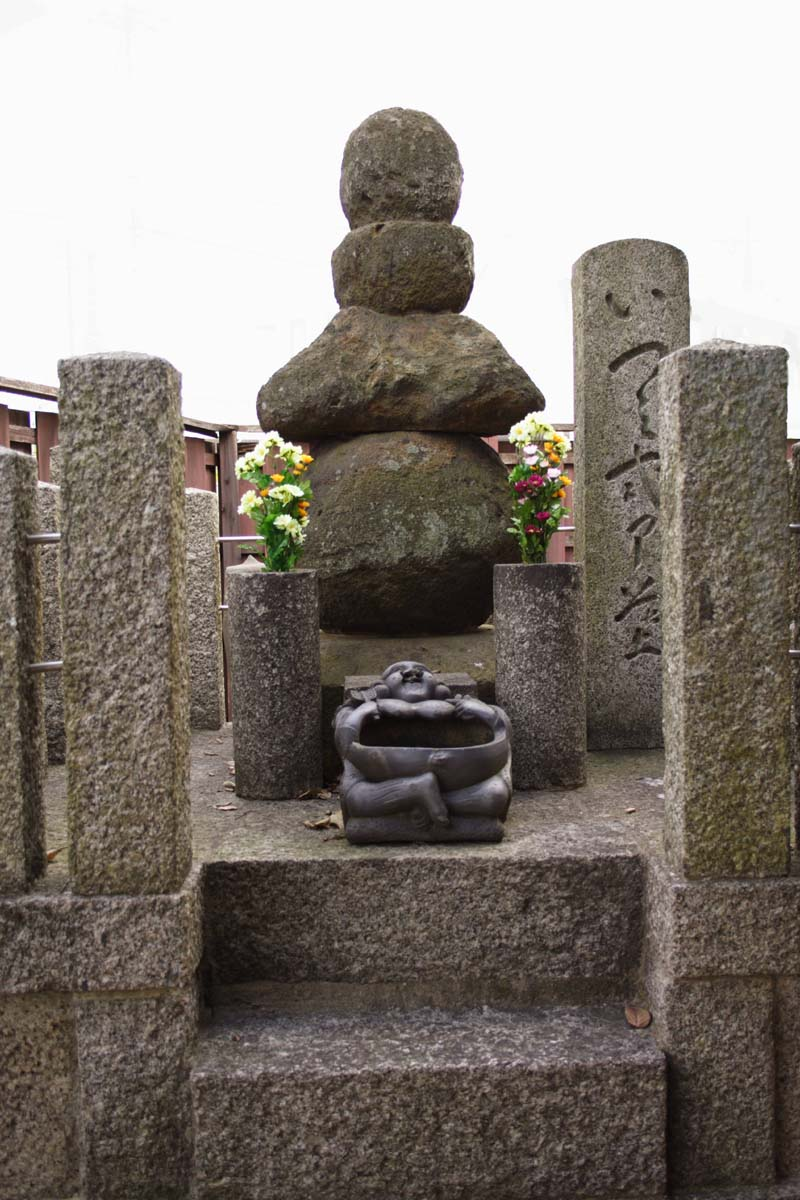
京都府木津川市亦有傳說中的和泉式部墓所

在和泉式部逝世後，她的傳說被當作佛教故事，由熊野比丘尼口述傳播。傳說內容大概是指和泉式部晚年時對於來世之事感到不安，於是到播磨國書寫山圓教寺，欲向高僧性空上人請教身為女身進入極樂之法。她吟詠一首和歌，打動了性空上人開寺門與她會面。在上人的指點、佛祖的幫助下，和泉式部出家，日夜吟唱佛號南無阿彌陀佛。男女關係如此複雜的她，也終於往生進入了極樂世界。
因著這個故事的傳播，日本全國聲稱是和泉式部之墓的地方多達21處。事實上，那些都是周遊四方的熊野比丘尼的墓所或者是和泉式部的供養塔。另外，故事中和泉式部吟詠的和歌，其實是她在20歲左右送給一位高僧的：
|  | （中譯：幽冥之中入冥道 山上的月亮 請照亮前途） |

以下是其中幾個有「和泉式部遺址」的地方：
- 岩手縣北上市：和賀町竪川目有和泉式部墓所，此地是「和泉式部傳說」傳播範圍的最北端。附近傳說是和泉式部出生和逝世的地點，也有為早逝的和泉式部之女小式部內侍建造的五輪塔，於明治二年（1869年）建成。
- 岐阜縣可兒郡御嵩町：於舊中山道中有一石碑，提及昔日有和泉式部的廟所在此。此地流傳的傳說是和泉式部晚年於東海道一帶周遊，寬仁三年（1019年）於此地病歿[註 10]。
- 大阪府堺市西區平岡町：有「和泉式部宮」──和泉式部居住地舊跡[12]。
- 大阪府岸和田市：阪和線下松站周邊的大阪府道30號大阪和泉泉南線附近有和泉式部池和墓所。[13]。
- 兵庫縣伊丹市有和泉式部墓所[14]。
- 京都市中京區誠心院傳說和泉式部是初代住持，法名誠心院專意法尼。寺內有和泉式部之墓，並於毎年3月21日舉行和泉式部忌日法事[15]。

## 外部連結
- 誠心院（页面存档备份，存于）